# Србек, Эрих
Эрих Србек (чеш. Erich Srbek; 4 июня 1908 , Прага — 24 февраля 1973) — чехословацкий футболист, игравший на позиции полузащитника, серебряный призёр Чемпионата мира 1934 года. По завершении игровой карьеры — тренер.
Выступал, в частности, за клуб «Спарта» (Прага), а также национальную сборную Чехословакии.
Двукратный чемпион Чехословакии. Обладатель Кубка Митропы. Двукратный чемпион Чехословакии (как тренер).

## Клубная карьера
Во взрослом футболе дебютировал выступлениями за команду «ДФК Прага».
В 1930 году перешёл в клуб «Спарта» (Прага), за который отыграл 7 сезонов. За это время дважды завоевывал титул чемпиона Чехословакии, становился обладателем Кубка Митропы. Завершил профессиональную карьеру футболиста выступлениями за команду «Виктория Жижков» в 1939 году.

## Выступления за сборную
В 1930 году дебютировал в официальных матчах в составе национальной сборной Чехословакии. В течение карьеры в национальной сборной, которая длилась 7 лет, провел в форме главной команды страны 14 матчей.
Был участником чемпионата мира 1934 года в Италии, где вместе с командой завоевал «серебро».

## Карьера тренера
Начал тренерскую карьеру, вернувшись к футболу после длительного перерыва. В 1948 году возглавил тренерский штаб клуба «Спарта» (Прага), который тренировал с перерывами в течение нескольких десяти лет.
Умер 24 февраля 1973 года на 65-м году жизни.

## Титулы и достижения

### Как игрока
- Чемпион Чехословакии (2):

«Спарта» (Прага) : 1931—1932, 1935—1936
- Обладатель Кубка Митропы (1):

«Спарта» (Прага) : 1935
- Финалист Кубка Митропы (1):

«Спарта» (Прага) : 1936
- Обладатель Среднечешского кубка (3):

«Спарта» (Прага) : 1931, 1934, 1936
- Финалист чемпионата мира (1):

Чехословакия : 1934

### Как тренера
- Чемпион Чехословакии (2):

«Спарта» (Прага) : 1947—1948, 1952